# 四川绵阳足球俱乐部
四川绵阳足球俱乐部，是一家已经解散的中国足球俱乐部。俱乐部成立于1996年冬，所在地为四川省绵阳市。绵阳俱乐部存在的五年多的历史上并无太骄人的战绩，但是却与中国足球非常著名的两次丑闻息息相关。

## 概述
1996年6月成立。1997年，绵阳队冠名“绵阳樊华队”，在主教练秦志辉（原西南师范大学体育教师）带领下参加当年的乙级联赛，预赛时未能出线；1998年球队更名为“绵阳丰谷队”，原全兴二队主教练王亮出任主帅，但预赛同样未能出线；
1999年四川著名老教练王凤珠应邀到绵阳队担任主教练，当年球队打进了决赛圈，并在决赛期间同大连铁路队抽签时，发生了广为人知的“６和９”的争议事件。当时足协要求双方代表各写一个数字在纸上，然后以相加的奇偶决定是大连还是绵阳进入决赛。结果绵阳代表写的是一个或6或9的数字，可以按照需要颠倒白纸达成预期的奇偶数。中国足协面对如此巨大的漏洞却只承认工作上有疏漏，而不愿意重新进行“抽签”，大连铁路因此愤而退出中国足球。不过绵阳在随后的比赛中仍然功亏一篑，未能冲入甲B联赛。
1999年底，收购武汉雅琪，2000年，足坛少帅余东风担任绵阳丰谷队主教练，率领球队所向披靡，一鼓作气冲甲成功。
2001年，球队参加甲B联赛，请来商瑞华带队，绵阳太级在当年联赛位居中等偏下的位置。但由于当年联赛原定施行升二不降的制度，没有降级之忧的绵阳队在赛季末作出惊人之举，为了帮助同省球队成都五牛赚取净胜球冲上甲A，在与成都五牛队的比赛中，绵阳队被打出了11-2这样一个中国足球史无前例的比分，成为著名的“甲B五鼠事件”系列中的一幕。作为五鼠之首的绵阳队受到中国足协最严厉处罚，球队被降入乙级，最终解散。

## 俱乐部历年成绩
- 1997年乙级联赛小组未出线
- 1998年乙级联赛小组未出线
- 1999年乙级联赛决赛圈
- 2000年乙级联赛决赛，升级到中国足球甲B联赛
- 2001年中国足球甲B联赛降级

## 球队曾用名
- 绵阳樊华
- 四川绵阳丰谷
- 四川绵阳太极